# Little Simz
Little Simz, pseudonimo di Simbiatu Abisola Abiola Ajikawo (Londra, 23 febbraio 1994), è una rapper, cantante e attrice britannica.
Il suo terzo album Grey Area del 2019 è stato selezionato per il Premio Mercury, premio che l'artista ha successivamente vinto nel 2022 con 
Sometimes I Might Be Introvert. Nel 2015 Kendrick Lamar l'ha descritta come una delle migliori rapper del momento.

## Biografia
Simbiatu Ajikawo nasce a Islington, Londra il 23 febbraio 1994 da genitori nigeriani. Frequenta la Highbury Fields School a Londra per poi proseguire gli studi presso il Westminster Kingsway College. Simz sviluppa la sua passione per l'hip-hop da giovanissima: all'età di 7 anni scopre la rapper afroamericana Missy Elliott ed è affascinata dalle coreografie dei suoi video musicali. In seguito, influenzata da artisti come 2Pac, Nas, Jay-Z e soprattutto Lauryn Hill, inizia a scrivere i suoi primi versi.
Dopo aver pubblicato diversi EP, nel 2015 pubblica il suo primo album A Curious Tale of Trials + Persons. Durante la sua carriera musicale si è esibita a fianco di artisti di rilievo come Lauryn Hill e i Gorillaz. Nel 2015 Kendrick Lamar l'ha descritta come una delle migliori rapper del momento.
Il 23 agosto 2024 esce We Pray, secondo singolo estratto dall'album Moon Music dei Coldplay e frutto della collaborazione di Little Simz con il gruppo inglese.

## Discografia

### Album
- A Curious Tale of Trials + Persons (2015)
- Stillness in Wonderland (2016)
- Grey Area (2019)
- Sometimes I Might Be Introvert (2021)
- No Thank You (2022)
- Lotus (2025)

### EP
- E.D.G.E. (2014)
- Age 101: Drop 1 (2014)
- Age 101: Drop 2 (2014)
- Black Canvas (2014)
- Drop 6  (2020)
- Drop 7  (2024)
- Lotus (2025)

## Filmografia

### Televisione
- Top Boy - serie TV (2019-in corso)
- Ragazze elettriche (The Power) – serie TV, episodio 1x01 (2023)